# Nad Niemnem (program telewizyjny)
Nad Niemnem – program telewizji Biełsat TV skierowany do polskiej mniejszości na Białorusi. Jest to jedyny program Biełsatu nadawany w języku polskim. Jest on również uzupełniony o białoruskie napisy.
Program opisuje życie polskiej wspólnoty na Białorusi. Autorzy odwiedzają również miejsca związane z polską historią, kulturą i sztuką.
Twórcą programu jest dziennikarz i działacz Związku Polaków na Białorusi Jan Roman. Przewodnikiem po polskich śladach na terytorium Białorusi jest znawca białoruskich Polaków, pisarz i podróżnik Stanisław Poczobut, później zastąpiony przez Aleksego Szotę. Program dla TVP produkuje Fundacja Wolność i Demokracja.
Program jest również emitowany w TVP3 Białystok.